# René Bittinger
Pour les articles homonymes, voir Bittinger.
René Bittinger, né le 9 octobre 1954 à Villé (Bas-Rhin), est un coureur cycliste français. Il évolue au niveau professionnel de 1977 à 1985.

## Biographie
René Bittinger effectue la très grande partie de sa carrière sous l'égide de Jean de Gribaldy qui lui donne sa chance chez les professionnels en 1977. Il est vice-champion de France en 1977 et remporte la première étape du Tour de France 1979.

## Palmarès
- Amateur
  - 1972-1976 : 27 victoires
- 1972
  - Vainqueur de la course de Harol en Lorraine
- 1974
  - 2e du championnat de Lorraine sur route
- 1975
  - Champion de Lorraine sur route
  - Grand Prix du Val de Villé
  - 2e du Tour d'Alsace
- 1976
  - 3e étape du Tour d'Autriche
- 1977
  - 2e étape du Grand Prix de Brissago
  - 2e du Grand Prix de Lugano
  - 2e de Paris-Camembert
  - 2e du championnat de France sur route
  - 2e de la Promotion Pernod
- 1978
  - 3e étape du Tour de Corse
  - 1rea étape de la Semaine catalane (contre-la-montre par équipes)
  - 2e du Tour de l'Aude
  - 2e de la Promotion Pernod
- 1979
  - 2eb étape du Tour d'Indre-et-Loire
  - 1re étape du Tour de France
  - 2e du Tour de Corse
  - 3e du Grand Prix de Monaco
  - 3e de Paris-Bourges
  - 3e du Grand Prix de Grasse
  - 8e de Paris-Nice
  - 8e de la Flèche wallonne
- 1980
  - 1reb étape du Critérium du Dauphiné libéré (contre-la-montre par équipes)
  - 3e étape du Tour de Luxembourg
  - Classement général du Tour du Limousin
  - 2e du Grand Prix de Mauléon-Moulins
  - 2e du Grand Prix de Plumelec
- 1981
  - 8e de Paris-Roubaix
- 1982
  - Grand Prix d'Antibes
  - Nice-Alassio
  - 6e étape du Critérium du Dauphiné libéré
  - 3e de la Flèche azuréenne
  - 5e du Critérium du Dauphiné libéré
  - 10e du Grand Prix du Midi libre
- 1983
  - Grand Prix de Montauroux
  - 2e étape du Critérium international
  - 2e de la Flèche azuréenne
  - 2e de la Flèche wallonne
  - 6e de Paris-Nice
  - 9e de Milan-San Remo
  - 9e de Liège-Bastogne-Liège
- 1985
  - Champion de Lorraine de cyclo-cross
  - 2e de la Ronde des Pyrénées
- 1986
  - Créteil-Reims
  - 3e étape du Circuit de Saône-et-Loire
  - 5e étape du Circuit des Mines
  - 2e du Circuit des Mines
- 1987
  - 2e étape du Tour de Moselle
  - 2e du Grand Prix des Flandres françaises
- 1988
  - Grand Prix du Val de Villé
  - 2e de la Mi-août bretonne
  - 2e du Grand Prix des Artisans de Manternach

## Résultats sur les grands tours

### Tour de France
6 participations
- 1978 : 19e
- 1979 : 26e, vainqueur de la 1re étape
- 1980 : hors délais (1reb étape)
- 1982 : 44e
- 1983 : abandon (10e étape)
- 1985 : 77e

### Tour d'Italie
1 participation
- 1985 : 83e

### Tour d'Espagne
2 participations
- 1981 : 38e
- 1985 : abandon (9e étape)